# Tour de Flandes 2025
La 109.ª edición de la clásica ciclista Tour de Flandes (nombre oficial en neerlandés y francés: Ronde van Vlaanderen / Tour des Flandres) fue una carrera en Bélgica que se celebró el 6 de abril de 2025 con inicio en la ciudad de Brujas y final en la ciudad de Oudenaarde sobre un recorrido de 268,9 kilómetros.
La carrera formó parte del UCI WorldTour 2025, calendario ciclístico de máximo nivel mundial, siendo la decimocuarta carrera de dicho circuito. El vencedor fue el esloveno Tadej Pogačar del UAE Emirates XRG, quien estuvo acompañado en el podio por el danés Mads Pedersen y el neerlandés Mathieu van der Poel del Alpecin-Deceuninck, segundo y tercer clasificado respectivamente.

## Equipos participantes
Tomaron parte en la carrera 25 equipos: 18 de categoría UCI WorldTeam y 7 de categoría UCI ProTeam. Formaron así un pelotón de 175 ciclistas de los que acabaron 113. Los equipos participantes fueron:
| WorldTeams (18)- Alpecin-Deceuninck - XDS Astana Team - Groupama-FDJ - Lidl-Trek - Cofidis - Intermarché-Wanty - Team Visma \| Lease a Bike - Arkéa-B&B Hotels - Red Bull-BORA-hansgrohe - Decathlon AG2R La Mondiale Team - UAE Team Emirates XRG - EF Education-EasyPost - Bahrain-Victorious - Team Jayco AlUla - Team Picnic-PostNL - Movistar Team - Soudal Quick-Step - Ineos Grenadiers ProTeams (7)- Israel-Premier Tech - Lotto - Team Flanders-Baloise - Wagner Bazin WB - Uno-X Mobility - Q36.5 Pro Cycling Team - Tudor Pro Cycling Team |
| |

## Clasificación final

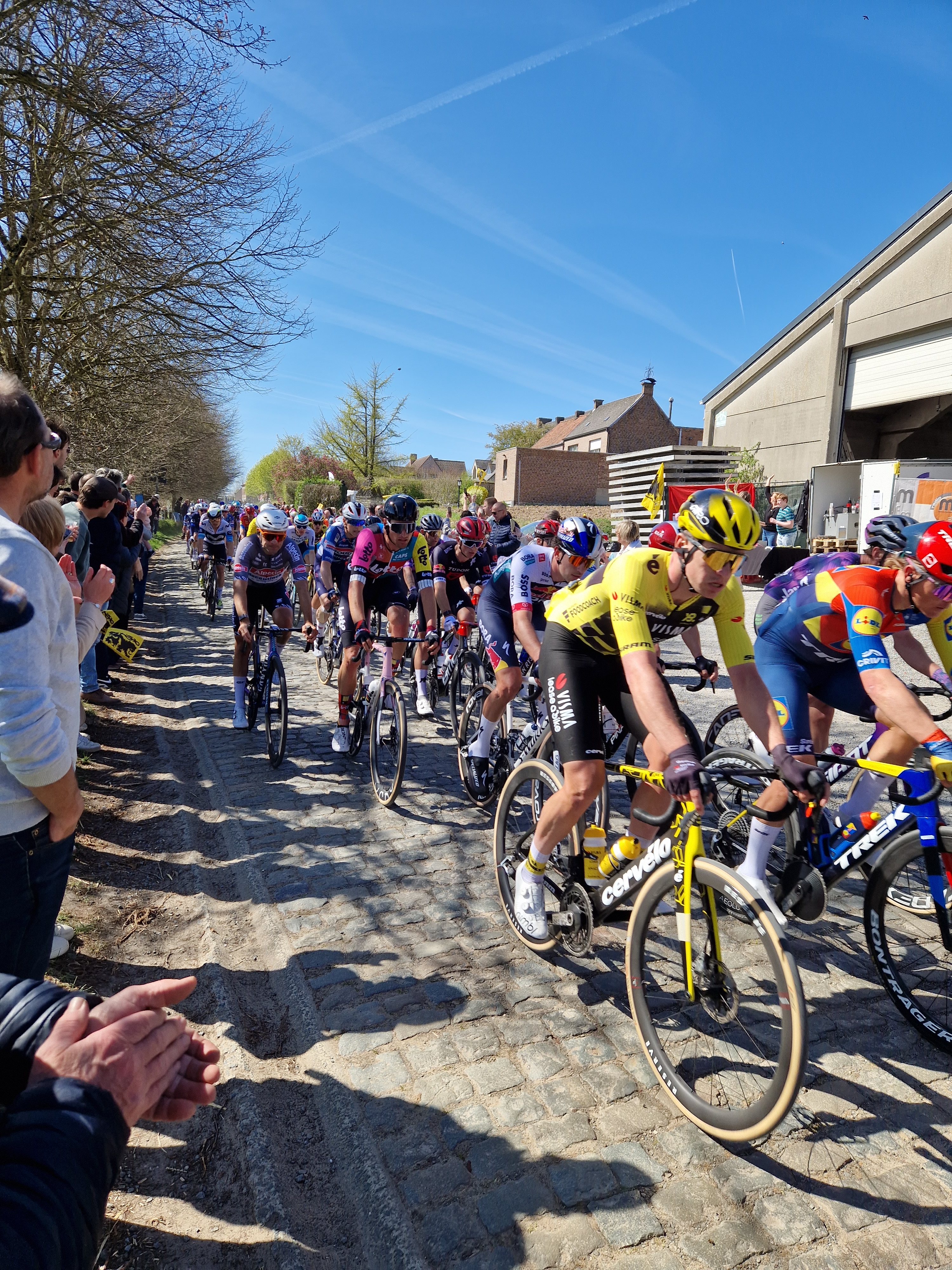
El pelotón pasando por la adoquinada Paddestraat, Zottegem, con Wout van Aert al frente de la foto.

La clasificación finalizó de la siguiente forma:
| \| Clasificación general \| Clasificación general \| Clasificación general \| Clasificación general \| Clasificación general \| \| Ciclista \| Ciclista \| Equipo \| Tiempo \| \| \| --------------------- \| ---------------------- \| -------------------------- \| --------------------- \| --------------------- \| \| 1.º \| Tadej Pogačar \| UAE Team Emirates XRG \| 5 h 58 min 41 s \| \| \| 2.º \| Mads Pedersen \| Lidl-Trek \| + 1 min 01 s \| \| \| 3.º \| Mathieu van der Poel \| Alpecin-Deceuninck \| + 1 min 01 s \| \| \| 4.º \| Wout van Aert \| Team Visma \\| Lease a Bike \| + 1 min 01 s \| \| \| 5.º \| Jasper Stuyven \| Lidl-Trek \| + 1 min 04 s \| \| \| 6.º \| Tiesj Benoot \| Team Visma \\| Lease a Bike \| + 1 min 53 s \| \| \| 7.º \| Stefan Küng \| Groupama-FDJ \| + 1 min 53 s \| \| \| 8.º \| Filippo Ganna \| Ineos Grenadiers \| + 2 min 19 s \| \| \| 9.º \| Iván García Cortina \| Movistar Team \| + 2 min 19 s \| \| \| 10.º \| Davide Ballerini \| XDS Astana Team \| + 2 min 19 s \| \| \| 11.º \| Laurence Pithie \| Red Bull-Bora-Hansgrohe \| + 2 min 19 s \| \| \| 12.º \| Mike Teunissen \| XDS Astana Team \| + 2 min 19 s \| \| \| 13.º \| Michael Matthews \| Team Jayco AlUla \| + 2 min 19 s \| \| \| 14.º \| Markus Hoelgaard \| Uno-X Mobility \| + 2 min 19 s \| \| \| 15.º \| Gianni Vermeersch \| Alpecin-Deceuninck \| + 2 min 19 s \| \| \| 16.º \| Aurélien Paret-Peintre \| Decathlon-AG2R La Mondiale \| + 2 min 19 s \| \| \| 17.º \| Valentin Madouas \| Groupama-FDJ \| + 2 min 19 s \| \| \| 18.º \| Timo Kielich \| Alpecin-Deceuninck \| + 2 min 19 s \| \| \| 19.º \| Stefan Bissegger \| Decathlon-AG2R La Mondiale \| + 2 min 19 s \| \| \| 20.º \| Magnus Sheffield \| Ineos Grenadiers \| + 2 min 19 s \| \| |                        |                            |                 |
| |                        |                            |                 |
| Fuente: ProCyclingStats |                        |                            |                 |
| Clasificación general |                        |                            |                 |
| Ciclista | Ciclista               | Equipo                     | Tiempo          |
| 1.º | Tadej Pogačar          | UAE Team Emirates XRG      | 5 h 58 min 41 s |
| 2.º | Mads Pedersen          | Lidl-Trek                  | + 1 min 01 s    |
| 3.º | Mathieu van der Poel   | Alpecin-Deceuninck         | + 1 min 01 s    |
| 4.º | Wout van Aert          | Team Visma \| Lease a Bike | + 1 min 01 s    |
| 5.º | Jasper Stuyven         | Lidl-Trek                  | + 1 min 04 s    |
| 6.º | Tiesj Benoot           | Team Visma \| Lease a Bike | + 1 min 53 s    |
| 7.º | Stefan Küng            | Groupama-FDJ               | + 1 min 53 s    |
| 8.º | Filippo Ganna          | Ineos Grenadiers           | + 2 min 19 s    |
| 9.º | Iván García Cortina    | Movistar Team              | + 2 min 19 s    |
| 10.º | Davide Ballerini       | XDS Astana Team            | + 2 min 19 s    |
| 11.º | Laurence Pithie        | Red Bull-Bora-Hansgrohe    | + 2 min 19 s    |
| 12.º | Mike Teunissen         | XDS Astana Team            | + 2 min 19 s    |
| 13.º | Michael Matthews       | Team Jayco AlUla           | + 2 min 19 s    |
| 14.º | Markus Hoelgaard       | Uno-X Mobility             | + 2 min 19 s    |
| 15.º | Gianni Vermeersch      | Alpecin-Deceuninck         | + 2 min 19 s    |
| 16.º | Aurélien Paret-Peintre | Decathlon-AG2R La Mondiale | + 2 min 19 s    |
| 17.º | Valentin Madouas       | Groupama-FDJ               | + 2 min 19 s    |
| 18.º | Timo Kielich           | Alpecin-Deceuninck         | + 2 min 19 s    |
| 19.º | Stefan Bissegger       | Decathlon-AG2R La Mondiale | + 2 min 19 s    |
| 20.º | Magnus Sheffield       | Ineos Grenadiers           | + 2 min 19 s    |

## Ciclistas participantes y posiciones finales
Convenciones:
- AB-N: Abandono en la etapa "N"
- FLT-N: Retiro por llegada fuera del límite de tiempo en la etapa "N"
- NTS-N: No tomó la salida para la etapa "N"
- DES-N: Descalificado o expulsado en la etapa "N"

## UCI World Ranking
El Tour de Flandes otorgó puntos para el UCI World Ranking para corredores de los equipos en las categorías UCI WorldTeam, UCI ProTeam y Continental. Las siguientes tablas son el baremo de puntuación y los diez corredores que obtuvieron más puntos:
| Posición   | 1.º | 2.º | 3.º | 4.º | 5.º | 6.º | 7.º | 8.º | 9.º | 10.º | 11.º | 12.º | 13.º | 14.º | 15.º | 16.º-20.º | 21.º-30.º | 31.º-50.º | 51.º-55.º | 56.º-60.º |
| Puntuación | 800 | 640 | 520 | 440 | 360 | 280 | 240 | 200 | 160 | 135  | 110  | 95   | 85   | 65   | 55   | 50        | 30        | 15        | 10        | 5         |

| Clasificación |                      |                       |        |
| Posición      | Ciclista             | Equipo                | Puntos |
| ------------- | -------------------- | --------------------- | ------ |
| 1.º           | Tadej Pogačar        | UAE Emirates XRG      | 800    |
| 2.º           | Mads Pedersen        | Lidl-Trek             | 640    |
| 3.º           | Mathieu van der Poel | Alpecin-Deceuninck    | 520    |
| 4.º           | Wout van Aert        | Visma \| Lease a Bike | 440    |
| 5.º           | Jasper Stuyven       | Lidl-Trek             | 360    |
| 6.º           | Tiesj Benoot         | Visma \| Lease a Bike | 280    |
| 7.º           | Stefan Küng          | Groupama-FDJ          | 240    |
| 8.º           | Filippo Ganna        | INEOS Grenadiers      | 200    |
| 9.º           | Iván García Cortina  | Movistar              | 160    |
| 10.º          | Davide Ballerini     | XDS Astana            | 135    |